# Maria Rufino Duarte
Maria Rufino Duarte (m. Salvador, 1928), também chamada Mariquinha de Lembá, Dona Mariquinha ou Dona Mariazinha, foi uma candomblecista de Salvador, na Bahia, a quem a tradição oral atribuiu a criação de uma das vertentes do Candomblé Banto no estado, o Angolão Paquetã. Possivelmente descendia duma linhagem real de Angola e sua parentela esteve envolvida na fundação da Irmandade de Nossa Senhora do Rosário dos Pretos e na construção da Igreja de Nossa Senhora do Rosário dos Pretos.

## Vida
Maria Rufino Duarte nasceu em data incerta no século XIX. Tata Edinho, com base em informações obtidas com Angelina Santana, alega que ela tinha 17 anos em 1843, o que daria 1826 como o ano de seu nascimento. Supostamente era filha de um soba (chefe tribal), nascendo princesa em Angola. Foi escravizada e levada ao Brasil, onde sua família se envolveu na fundação da Irmandade de Nossa Senhora do Rosário dos Pretos e na construção da Igreja de Nossa Senhora do Rosário dos Pretos, localizada na ladeira do Pelourinho. Era consagrada ao inquice Lembá e alegadamente ajudou o muxicongo Manuel do Incoce na iniciação de Manoel Bernardino da Paixão (1881–1956), que recebeu o nome religioso de Ampumandezu. Contemporânea e irmã de santo de Maria Neném, do Terreiro Tombenci, teria sido a fundadora da vertente do Candomblé Banto chamada Angolão Paquetã, cujo primeiro terreiro se encontra na avenida Vasco da Gama, no bairro da Federação, onde era mameto-de-inquice (mãe-de-santo). Faleceu em Salvador em 1928. No bairro de Cajazeiras XI há o terreiro de Mutalambô iê Caiangô (Mutalambo ye Kaiongo), cujo tata-de-inquice (pai-de-santo), Mutá Imê, é filho de santo de Mameto Casindé, e ambos são da navalha (linhagem de terreiro) de Duarte.
A tradição oral sustenta que Duarte recusava-se a tratar com pessoas brancas e tal postura é tida como atitude de orgulho preto. Como consequência, coloca Jamie Lee Andreson, visto que a maioria das narrativas sobre o candomblé foram produzidas por brancos e acadêmicos estrangeiros naquele momento, sua linhagem é pouco representada nos estudos científicos. O silêncio por ela escolhido é visto pelos candomblecistas como um sinal de lealdade e dedicação à fé, além de indignação com observadores e gravadores brancos que muitas vezes se intrometiam e deturpavam as religiões. Além de seu silêncio, Duarte iniciou poucos filhos de santo, de modo que a sua navalha não é extensa. Isso se deu por sua rígida observância dos fundamentos e sua valorização da observância silenciosa. Um deles era Nicássio Manuel dos Reis, que iniciou mulheres influentes como Maria Olho de Gato and Doroteia de Carvalho.